# Magnolia chimantensis
Magnolia chimantensis là một loài thực vật có hoa trong họ Magnoliaceae. Loài này được Steyerm. & Maguire mô tả khoa học đầu tiên năm 1967.